# Hampton Roads (canal)

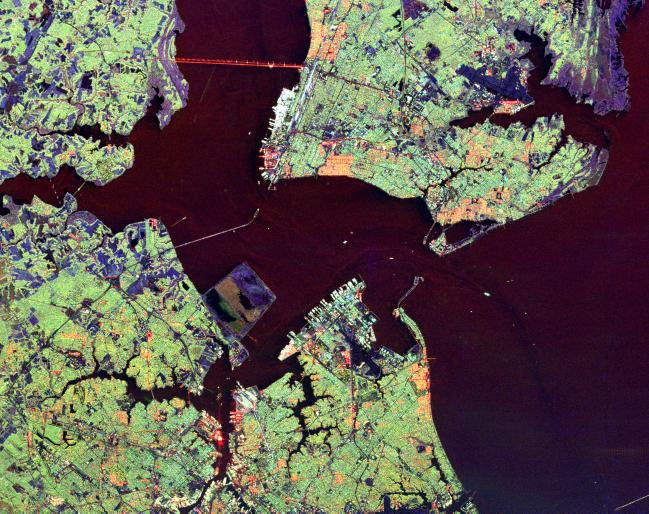
Hampton Roads desde el espacio.

Hampton Roads es el nombre tanto de un canal como de la región terrestre que lo rodea situado en Virginia, al sudeste de los Estados Unidos, a través del cual los ríos James, Elizabeth y Nansemond fluyen hacia la bahía Chesapeake.
De cerca de 6 km de ancho y 12 m de profundidad, ha sido una importante base militar desde los tiempos coloniales. En 1862 fue el escenario de la Batalla de Hampton Roads.
Las ciudades portuarias de Newport News, Norfolk y Portsmouth componen el puerto de Hampton Roads, uno de los más ajetreados puertos marítimos de los Estados Unidos.
- Datos: Q10927363